# Chris Richardson
Chris Richardson (26 de março de 1980 - 10 de dezembro de 2008), também conhecido como Chris "Flash" Richardson foi um basquetebolista estadunidense, membro do Harlem Globetrotters, que acabou falecendo no Japão durante um tour pelo país. A morte dele foi diagnosticada por causas naturais.